# Bersillies
Bersillies es una comuna francesa situada en el departamento del Norte, en la región de Alta Francia.

## Demografía
| 198 | 173 | 193 | 246 | 272 | 275 | 250 |
| Para los censos de 1962 a 1999 la población legal corresponde a la población sin duplicidades (Fuente: INSEE [Consultar]) |     |     |     |     |     |     |